# Кириллов, Виктор Дмитриевич
Ви́ктор Дми́триевич Кири́ллов (с. Новоалександровка, Троицкий район, Луганская область) — украинский политик. Родился 1 ноября 1967 г.
Государственный департамент избыточного имущества и земель, директор (13 июня 2007 — 25 февраля 2009).

## Образование
Луганский строительный техникум, архитектор; Национальная юридическая академия Украины имени Ярослава Мудрого (1995), юрист; Украинская академия государственного управления при Президенте Украины, магистр государственного управления; кандидатская диссертация «Формирование механизма государственного регулирования инвестиционных процессов в экономике Украины» (Национальная академия государственного управления при Президенте Украины, 2005).

## Карьера
- 1986-1988 — служба в армии.
- 1988-1990 — грузчик заготовительного цеха городской типографии, старший механик автоколонны автобазы комбината «Ворошиловградшахтострой», город Краснодон.
- 1990-1991 — председатель кооператива «Поток», город Краснодон.
- 1991-2001 — директор, советник по юридическим вопросам, МП «Феликс», город Краснодон.
- 2001-2002 — второй заместитель председателя правления — директор ОАО "Завод горноспасательной техники «Горизонт», город Луганск.

Доверенное лицо кандидата на пост Президента Украины Виктора Януковича в ТИО № 108 (2004-2005).

## Парламентская деятельность
Народный депутат Украины 4-го созыва 04.2002-04.2006, избирательном округ № 107, Луганская область, самовыдвижение. За 22,10 %, 11 соперников. На время выборов: директор завода горноспасательного оборудования «Горизонт» (город Краснодон Луганской области), беспартийный. Член фракции «Единая Украина» (05. — 07.2002, уполномоченный представитель группы «Народный выбор» (07.2002 — 05.2004) — уполномоченный представитель группы «Союз» (05. — 12.2004), внефракционный (12.2004 — 01.2005) — член фракции НАПУ (01. — 03.2005), член фракции НП (03. — 12.2005). Член Комитета по делам пенсионеров, ветеранов и инвалидов (06.2002 — 02.2003), член Комитета по вопросам национальной безопасности и обороны (с 02.2003), председатель подкомитета по вопросам информационной, техногенной и экологической безопасности Комитета по вопросам национальной безопасности и обороны (с 07.2003).

## Награды
Почетная грамота Кабинета Министров Украины (декабрь 2003).